# Acta canadiense de 1982
 El Acta canadiense de 1982 (1982 c. 11; en francés: Loi de 1982 sur le Canada) es una ley del Parlamento del Reino Unido y una de las leyes que componen la Constitución de Canadá. Fue promulgada a pedido del Senado y la Cámara de los Comunes de Canadá para patriar la Constitución de Canadá, poniendo fin al poder del Parlamento británico para enmendar la Constitución. La ley también puso fin formalmente a las disposiciones de «solicitud y consentimiento» del Estatuto de Westminster de 1931 en relación con Canadá, por lo que el parlamento británico tenía un poder general para aprobar leyes que se extendían a Canadá a petición propia.
Se adjunta como Anexo B a la ley el texto de la Acta constitucional de 1982, en los dos idiomas oficiales de Canadá (es decir, inglés y francés). Debido a los requisitos del bilingüismo oficial, el cuerpo de la Acta constitucional de Canadá también se establece en francés en el Anexo A de la ley, que se declara en la sección tres para tener «la misma autoridad en Canadá que la versión en inglés del mismo».

## Historia
La historia política moderna de Canadá, como unión de provincias anteriormente separadas, comenzó con la Ley de la América del Norte Británica de 1867 (denominada oficialmente Ley Constitucional de 1867 en Canadá). Esta ley combinó la Provincia de Canadá (actualmente Ontario y Quebec) con Nueva Escocia y Nuevo Brunswick en un Dominio dentro del Imperio Británico. Canadá adoptó un gobierno al estilo del sistema Westminster con un Parlamento de Canadá. Un gobernador general cumplía las funciones constitucionales del soberano británico en suelo canadiense. En cada provincia se aplican disposiciones similares. 
A pesar de esta autonomía, el Reino Unido seguía teniendo el poder de legislar para Canadá, por lo que este país seguía siendo legalmente un dominio británico autónomo. El Estatuto de Westminster de 1931 restringió el poder del Parlamento británico para legislar para Canadá, a menos que el Dominio solicitara y consintiera la legislación imperial. Esto tuvo el efecto de aumentar la soberanía de Canadá. El Parlamento británico también aprobó el Acta de la Norteamérica británica (nº 2) de 1949, que otorgaba al Parlamento de Canadá importantes poderes de modificación constitucional.
Sin embargo, con el acuerdo de Canadá en ese momento, en virtud del artículo 7(1) del Estatuto de Westminster, el Parlamento británico también conservó la facultad de modificar los principales estatutos constitucionales canadienses, es decir las Actas de la Norteamérica británica.  En efecto, se requería una ley del Parlamento británico para introducir ciertos cambios en la constitución canadiense. El retraso en la patriada de la Constitución canadiense se debió en gran parte a la falta de acuerdo sobre un método de modificación de la Constitución que fuera aceptable para todas las provincias, especialmente para Quebec.

## Proclamación
El Acta canadiense de 1982 de recibió el consentimiento real el 29 de marzo en Londres, pero no entró en vigor inmediatamente. Isabel II proclamó en vigor el acta como Reina de Canadá el 17 de abril en la Colina del Parlamento en Ottawa. La proclamación marcó el final de un largo proceso y de los esfuerzos de muchos gobiernos sucesivos por patrializar la Constitución. La proclamación puso en vigor la nueva fórmula de enmienda, poniendo fin a cualquier papel del Parlamento británico en la legislación canadiense, y aplicó la Carta Canadiense de Derechos y Libertades.
Los poderes y funciones constitucionales del monarca sobre Canadá no se vieron afectados por la ley.  Sin embargo, Canadá tiene plena soberanía como país independiente, y el papel del Rey como monarca de Canadá es independiente de su papel como monarca británico o como monarca de cualquiera de los otros reinos de la Commonwealth. Canadá, al igual que otras naciones de la Commonwealth, mantiene al Rey como jefe de Estado. 